# Long Road Out of Eden
Long Road Out of Eden é o sétimo álbum de estúdio da banda Eagles, lançado a 30 de Outubro de 2007.
É o primeiro álbum de estúdio desde 1979, tendo assim, ficado 28 anos sem lançar um álbum com músicas inéditas.
Numa entrevista à CNN, Don Henley disse: "Este é provavelmente o último álbum que os Eagles farão".

## Faixas

### Disco 1
1. "No More Walks in the Wood" (Don Henley, Steuart Smith, John Hollander) - 2:00
2. "How Long" (J. D. Souther) - 3:13
3. "Busy Being Fabulous" (Don Henley, Glenn Frey, Jon Bon Jovi) - 4:19
4. "What Do I Do with My Heart" (Henley, Frey) - 3:54
5. "Guilty of the Crime" (Joe Walsh, Richie Sambora) - 3:43
6. "I Don't Want To Hear Any More" (Paul Carrack) - 4:21
7. "Waiting in the Weeds" (Henley, Smith) - 7:45
8. "No More Cloudy Days" (Frey) - 4:02
9. "Fast Company" (Henley, Frey) - 4:00
10. "Do Something" (Henley, Smith, Timothy B. Schmit) - 5:12
11. "You Are Not Alone" (Frey) - 2:22

### Disco 2
1. "Long Road out of Eden" (Henley, Frey, Schmit) - 10:17
2. "I Dreamed There Was No War" (Frey) - 1:38
3. "Somebody" (Jack Tempchin, John Brannen) - 4:09
4. "Frail Grasp on the Big Picture" (Henley, Frey) - 5:46
5. "Last Good Time in Town" (Joe Walsh) - 7:07
6. "I Love to Watch a Woman Dance" (Larry John McNally) - 3:16
7. "Business as Usual" (Henley, Smith) - 5:31
8. "Center of the Universe" (Henley, Frey, Smith) - 3:42
9. "It's Your World Now" (Frey, Tempchin) - 4:22

## Paradas
Álbum
| Parada (2007)                     | Posição | Certificação | Vendas     |
| --------------------------------- | ------- | ------------ | ---------- |
| Austrália                         | 1       | 3× Platina   | 210,000+   |
| Áustria                           | 2       | Platina      | 20,000+    |
| Bélgica                           | 8       | Ouro         | 15,000     |
| Denmark                           | 2       | Platina      | 30,000     |
| Finlândia                         | 6       |              | 16.000     |
| França                            | 9       |              |            |
| Alemanha                          | 2       | Platina      | 200,000    |
| Grécia                            | 1       | Ouro         | 10,000     |
| Hong Kong                         | 1       |              |            |
| India                             | 1       |              |            |
| Irlanda                           | 4       | Platina      | 15,000     |
| Itália                            | 4       |              |            |
| Japão                             | 7       |              | 83,132     |
| Coreia                            | 9       |              | 2,597      |
| Malásia                           | 1       |              |            |
| Holanda                           | 1       |              |            |
| Nova Zelândia                     | 1       | 2× Platina   | 30,000     |
| Noruega                           | 1       |              |            |
| Rússia                            | 1       |              |            |
| Singapura                         | 1       |              |            |
| Espanha                           | 13      |              |            |
| Suécia                            | 2       | Platina      | 40,000     |
| Suíça                             | 2       | Ouro         | 15,000     |
| Tailândia                         | 1       |              |            |
| UK Albums Chart                   | 1       | 2× Platina   | 800,000+   |
| Billboard 200                     | 1       | 7× Platina   | 3,500,000+ |
| Billboard Top Country Albums      | 1       | 7× Platina   | 3,500,000+ |
| Billboard European Top 100 Albums | 1       | 7× Platina   | 3,500,000+ |

Singles
| Ano  | Single                       | Posição    | Posição | Posição      | Posição |
| Ano  | Single                       | US Country | US      | US Main Rock | US AC   |
| ---- | ---------------------------- | ---------- | ------- | ------------ | ------- |
| 2005 | "No More Cloudy Days"        | —          | —       | —            | 3       |
| 2007 | "How Long"                   | 23         | 101     | 38           | 7       |
| 2007 | "Busy Being Fabulous"        | 28         | —       | —            | 13      |
| 2008 | "What Do I Do with My Heart" | —          | —       | —            | 16      |

## Prémios
A banda conquistou mais dois Grammy Awards, um pela música "How Long" na categoria "Best Country Performance By A Duo Or Group With Vocals" e outro pela música "I Dreamed There Was No War" na categoria "Best Pop Instrumental Performance".

## Créditos[31]
Eagles
- Glenn Frey – Guitarra, teclados, baixo, vocal
- Don Henley – Bateria, percussão, guitarra, vocal
- Joe Walsh – Guitarra, teclados, vocal
- Timothy B. Schmit – Baixo, guitarra acústica, vocal

Outros músicos
- Bill Armstrong – Trompete
- Lenny Castro – Percussão
- Luis Conte – Percussão, bateria, teclados
- Scott Crago – Bateria, percussão, teclados, baixo
- Richard F.W. Davis – Teclados
- Al Garth - Saxofone, violino
- Will Hollis – Teclados
- Greg Leisz – Guitarra
- Chris Mostert – Saxofone
- Greg Smith – Saxofone
- Steuart Smith – Guitarra, teclados, bandolim
- Michael Thompson – Teclados, acordeão, trombone